# Bolečina v trebuhu
Bolečina v trebuhu, tudi abdominalna bolečina, je simptom, ki je povezan z manj ali bolj resnimi zdravstvenimi težavami.
Med pogoste vzroke bolečine v trebuhu spadata gastroenteritis in sindrom razdražljivega črevesja. Približno 15 odstotkov ljudi ima resnejše osnovno stanje, npr. apendicitis, puščajočo ali rupturirano anevrizmo abdominalne aorte, divertikulitis ali ektopično nosečnost. V tretjini primerov je vzrok neznan. Ker lahko neko vrsto bolečine v trebuhu povzročijo različne bolezni, ostaja pomemben sistematičen pristop k bolniku in oblikovanju diferencialne diagnoze.
Bolečina v trebuhu je razlog za 3 odstotke obiskov pri družinskem zdravniku.

## Diferencialna diagnoza
Najpogostejši vzroki bolečine v trebuhu so gastroenteritis (13 %), sindrom razdražljivega črevesja (8 %), obolenje sečil (5 %), vnetje želodca (5 %) in zaprtost (5 %). Pri približno 30 odstotkov primerov vzrok ostane nepojasnjen. V približno 10 % primerov gre za resnejši vzrok, vključno z obolenjem žolčnika (žolčni kamni ali biliarna diskinezija) ali trebušne slinavke (4 %), divertikulitisom (3 %), apendicitisom (2 %) in rakom (1 %). Še dva resna vzroka, pogostejša pri starejših, sta mezenterična ishemija in anevrizma abdominalne aorte.

### Akutna bolečina v trebuhu
Akutni abdomen lahko opredelimo kot resno, vztrajno bolečino v trebuhu, ki se začne nenadoma in pri kateri bo za zdravljenje vzroka verjetno potreben kirurški poseg. Bolečina je pogosto povezana z navzeo in bruhanjem, vrtoglavico, distenzijo trebuha, vročino in znaki šoka. Eno od najpogostejših stanj, povezanih z akutnim abdomnom, je akutni apendicitis (akutno vnetje slepiča).

#### Izbrani vzroki
- Travmatski: topa ali perforantna poškodba želodca, debelega črevesa, vranice, jeter ali ledvice.
- Vnetni:
  - Okužbe, npr. apendicitis, holecistitis, pankreatitis, pielonefritis, medenična vnetna bolezen, hepatitis, mezenterični adenitis ali subdiafragmalni absces.
  - Perforacija peptične razjede, divertikla ali slepega črevesa.
  - Komplikacije medenične vnetne bolezni, kot sta Crohnova bolezen in ulcerozni kolitis.
- Mehanski:
  - Obstrukcija tankega črevesa zaradi prirastlin po predhodnih operacijah, intususcepcija, hernija (kila), beniigne in maligne novotvorbe
  - Obstrukcija debelega črevesa, ki jo povzroči kolorektalni rak, kronična vnetna črevesna bolezen, volvulus, fekalna impakcija ali hernija.
- Žilni: okluzivna črevesna ishemija, ki jo običajno povzroči trombembolija zgornje mezenterične arterije.

## Opis in patofiziologija
Bolečina v trebuhu je lahko visceralna ali peritonealna. Vsebino trebuha lahko razdelimo v sprednje črevo, srednje črevo in zadnje črevo. Vsak trebušni organ ima visceralno aferentno nitje, ki prenaša senzorične informacije iz organa v hrbtenjačo s simpatičnim živčevjem. Visceralno senzorično nitje, ki poteka iz črevesja v hrbtenjačo, je nespecifično in se prekriva s somatskim nitjem, ki je zelo specifično. To je razlog, da se lahko informacije iz visceralnega nitja izrazijo v poteku somatskega živca; tako se npr. apendicitis sprva pokaže z bolečino v predelu popka, nato pa se prenese v desni spodnji del trebuha, ko postane prizadet peritonej trebušne stene, bogat s somatskimi živci.

## Diagnostični pristop
Da bi bolje razumeli osnovni vzrok bolečine v trebuhu, je treba opraviti celovito anamnezo in telesni pregled.
Postopek jemanja anamneze lahko obsega:
- Zbiranje dodatnih informacij o glavni težavi: začetek, mesto, trajanje, značaj, dejavniki, ki jo poslabšajo ali izboljšajo in časovni potek bolečine. K ugotovitvi vzroka bolečine lahko prispevajo tudi drugi podatki, npr. o potovanjih, stiki z drugimi obolelimi osebami in pri ženskah celovita ginekološka anamneza.
- Zbiranje informacij o preteklih boleznih, osredotočeno na predhodne podobne težave in kirurške posege.
- Zbiranje informacij o zdravilih (na recept, brez recepta) in prehranskih dopolnilih.
- Zbiranje informacij o alergijah na zdravila in živila.
- Pogovor z bolnikom o družinski anamnezi, osredotočeno na stanja, ki bi lahko imela podobno klinično sliko kot pri bolniku.
- Pogovor z bolnikom o navadah in razvadah, povezanih z zdravjem (npr. kajenje tobaka, uživanje alkohola, zloraba mamil, spolno vedenje).
- Pregled netrebušnih simptomov (npr. zvišana telesna temperatura, mrzlica, bolečina v prsnem košu, kratka sapa, krvavitev iz nožnice).

Po opravljeni celoviti anamnezi zdravnik opravi telesni pregled, da bi prepoznal znake, ki bi lahko prispevali k pojasnitvi diagnoze, vključno s pregledom srca in žilja, pregledom pljuč, celovitim pregledom trebuha in pri ženskah genitourinarnim pregledom.
Dodatne preiskave, ki lahko pripomorejo k diagnozi, so:
- Preiskave krvi, vključno s kompletno krvno sliko, osnovnim metabolnim panelom, elektroliti, testi jetrne funkcije, amilazo, lipazo, troponinom in pri ženskah testom nosečnosti.
- Preiskava urina.
- Slikovne preiskave, vključno z rentgenskim slikanjem prsnega koša in trebuha.
- Elektrokardiogram (EKG).

Če ostaja po anamnezi, pregledu in osnovnih preiskavah diagnoza nejasna, je mogoče opraviti kompleksnejše preiskave:
- računalniško tomografijo trebuha/medenice,
- ultrazvočni pregled trebuha ali medenice,
- endoskopijo ali kolonoskopijo.

## Zdravljenje
Zdravljenje bolečine v trebuhu je odvisno od številnih dejavnikov, vključno z vzrokom. Na urgenci lahko oseba z bolečino v trebuhu zaradi zmanjšanega vnosa ali povečane izgube tekočin (bruhanje, driska) najprej prejme intravenske tekočine. Zdravila za lajšanje trebušne bolečine so lahko neopioidna (ketorolak) ali opioidna (morfij, fentanil). Izbira protibolečinskega zdravila je odvisna od vzroka bolečine, saj lahko ta zdravila vplivajo na dogajanje v trebuhu. Bolniki, ki se zglasijo na urgenci zaradi bolečine v trebuhu, lahko prejmejo GI-koktajl, ki vključuje antacid (npr. omeprazol, ranitidin, magnezijev hidroksid, kalcijev klorid) in lidokain. Po obravnavi bolečine se lahko pri bolniku uvede tudi protimikrobno zdravilo. Za lajšanje krčev se z neko mero uspešnosti uporablja butilskopolamin (Buscopan). Kirurško zdravljenje vzrokov bolečine v trebuhu med drugim vključuje holecistektomijo, apendektomijo in eksploracijsko laparotomijo.